# Valea lui Mihai
Valea lui Mihai (autrefois Mihaifalău, Érmihályfalva en hongrois, Michaelsdorf en allemand) est une ville roumaine du județ de Bihor, en Transylvanie, dans la région historique de la Crișana et dans la région de développement Nord-Ouest.

## Géographie
La ville de Valea lui Mihai est située dans le nord du județ, à la frontière avec la Hongrie, dans la plaine de Carei, à 67 km au nord d'Oradea, le chef-lieu du județ.
La municipalité est composée de la seule ville de Valea lui Mihai.

## Histoire
La première mention écrite de Valea lui Mihai date de 1270. la ville apparaît ensuite sous les noms de Nogmyhal, nagmihal, Nochmihal, Nogmichaly, Nogh Mihalyfalva.
La commune, qui appartenait au royaume de Hongrie, en a donc suivi l'histoire. En 1312, Charles Robert de Hongrie lui octroie le droit de percevoir des droits de douane. Au XVe siècle, sous le règne de Matthias Corvin, elle est une des dix-huit villes du Bihar et, en 1459, elle obtient le droit d'organiser des marchés.
En 1587, Valea lui Mihai subit l'attaque des Turcs et elle est incendiée. La ville se dépeuple et perd de son importance. Pendant le XVIIIe siècle, de grands domaines latifundiaires se forment avec les Stubenberg, Bujanovics, Gencsy, Slany, Bernat et en 1800, la ville compte 1 584 âmes.
Durant le XIXe siècle, Valea lui Mihai se développe et obtient le statut de ville en 1844.
Le bureau de poste de ER-MIHALYFALVA est ouvert en 1863 (province de Hongrie dans l'empire d'Autriche).
Après le compromis austro-hongrois de 1867, la région est intégrée dans le royaume de Hongrie. Lors de partage en comitats en 1876, la ville intègre le comitat de Bihar (Bihar vármegye) dont elle est un chef-lieu de district.

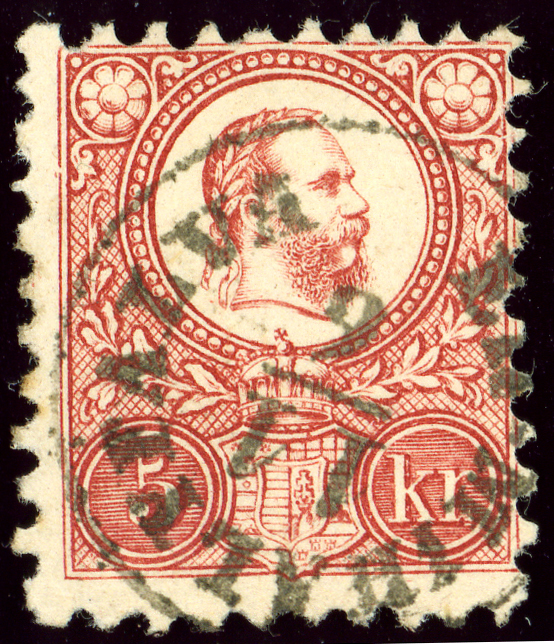
ER-MIHALYFALVA dans le Royaume de Hongrie vers 1871

L'ouverture de la ligne de chemin de fer Debrecen-Satu Mare en 1871 et du tronçon Debrecen-Oradea en 1887 accentuent son développement agricole et industriel.
Après la fin de la Première Guerre mondiale, l'Autriche-Hongrie est partagée: la commune est attribuée à la Grande Roumanie au traité de Trianon en 1920. La ville est alors intégrée au județ de Sălaj dont elle devient résidence de plașa (chef-lieu d'arrondissement).
En 1940, à la suite du deuxième arbitrage de Vienne, elle est annexée par la Hongrie jusqu'en 1944, période durant laquelle son importante communauté juive est presque entièrement exterminée par les nazis. Elle réintègre la Roumanie après la Seconde Guerre mondiale au traité de Paris en 1947.
En 1961 est ouvert le lycée de la ville et, en 1968, un hôpital est installé dans l'ancien château Bujanovics. À l'occasion de la réforme administrative de 1968, la ville est réintégrée au județ de Bihor.

## Politique
| Période                                  | Période  | Identité      | Étiquette | Qualité |
| ---------------------------------------- | -------- | ------------- | --------- | ------- |
| Les données manquantes sont à compléter. |          |               |           |         |
|                                          | 2012     | Zoltán Kovács | UDMR      |         |
| 2012                                     | En cours | József Nyakó  | UDMR      |         |

| Parti | Parti                                           | Sièges |
| ----- | ----------------------------------------------- | ------ |
|       | Union démocrate magyare de Roumanie (UDMR)      | 10     |
|       | Parti populaire hongrois de Transylvanie (PPMT) | 4      |
|       | Parti social-démocrate (PSD)                    | 2      |
|       | Parti national libéral (PNL)                    | 1      |

## Religions
En 2002, la composition religieuse de la commune était la suivante :
- Réformés, 52,78 % ;
- Catholiques romains, 30,04 % ;
- Chrétiens orthodoxes, 11,22 % ;
- Grecs-Catholiques, 2,46 % ;
- Pentecôtistes, 1,31 % ;
- Baptistes, 1,12 %.

## Démographie
En 1910, à l'époque austro-hongroise, la commune comptait 6 231 Hongrois (99,62 %), 13 Roumains (0,21 %) et 5 Allemands (0,08 %),.
En 1930, on dénombrait 5 314 Hongrois (65,73 %), 1 438 Juifs (17,79 %), 1 194 Roumains (14,77 %), 90 Tsiganes (1,11 %) et 25 Allemands (0,31 %).
En 1956, après la Seconde Guerre mondiale, 7 849 Hongrois (82,80 %) côtoyaient 1 458 Roumains (15,38 %), 156 Juifs (1,65 %) et 8 Allemands (0,08 %).
En 2002, la commune comptait 8 757 Hongrois (84,82 %), 1 442 Roumains (13,96 %), 95 Tsiganes (0,92 %) et 10 Allemands (0,09 %). On comptait à cette date 3 680 ménages et 3 452 logements.
| 1880  | 1890  | 1900  | 1910  | 1920  | 1930  | 1941  | 1956  | 1966  |
| ----- | ----- | ----- | ----- | ----- | ----- | ----- | ----- | ----- |
| 3 896 | 4 856 | 5 575 | 6 255 | 7 175 | 8 085 | 9 136 | 9 480 | 9 814 |

| 1977   | 1992   | 2002   | 2007   | - | - | - | - | - |
| ------ | ------ | ------ | ------ | - | - | - | - | - |
| 11 099 | 10 505 | 10 324 | 10 627 | - | - | - | - | - |

## Économie
L'économie de la commune repose sur l'agriculture et l'élevage (41 % de la population active), l'industrie (chaussures, industries alimentaires) (41 %) et les services (17 %). La commune dispose de 5 277 ha de terres agricoles et de 1 264 ha de forêts.

## Communications

### Routes
Valea lui Mihai est située sur la route nationale DN19 (route européenne 671) Oradea-Carei-Satu Mare. D'autre part, la nationale DN19C se dirige vers l'ouest, la Hongrie et les villes de Vámospércs et Debrecen.

### Voies ferrées
La ville est un nœud ferroviaire desservie par la ligne des Chemins de fer roumains Oradea-Satu Mare et par la ligne qui va vers Debrecen en Hongrie.

## Lieux et monuments
- Valea lui Mihai, musée historique et ethnographique de la ville (collections archéologiques notamment, dont certaines pièces en provenance de la collection de Ernő Andrássy[9].

## Personnalités
- Zoltán Zelk, (1906-1981), poète et écrivain hongrois.

## Jumelages
- Hajdúnánás (Hongrie)